# Parvoviridae
Čeleď Parvoviridae zahrnuje malé DNA viry o průměrné velikosti 18–26 nm s kubickou symetrií kapsidy a bez lipoproteinového obalu. Parvoviry jsou rezistentní k tukovým rozpouštědlům a jsou vysoce acido- a termostabilní. Ve vnějším prostředí jsou velmi odolné. Rozlišují se 3 podtřídy: Densovirinae, Hamaparvovirinae, Parvovirinae (dříve považované za rody – Parvovirus, Dependovirus a Densovirus).

## Parvovirové infekce ptáků
U ptáků se vyskytují zástupci prvních dvou rodů; rod densovirus představují hmyzí parvoviry.

### Parvovirózy
Parvoviry vyvolávají u housat a kachňat kachny pižmové smrtelně probíhající onemocnění: parvovirózu housat.
U kura domácího byl také izolován parvovirus sérologicky odlišný od původce parvovirózy housat. Jeho veterinární význam není znám.

### Dependovirózy
Z rodu dependovirus jsou z hlediska diagnostického významné aviární adeno-asociované viry (AAAV): Jsou replikačně defektní a pomnožují se pouze v přítomnosti helper viru, kterým je nejčastěji adenovirus nebo herpesvirus. Jejich hospodářský, veterinární, ani zdravotní význam pro člověka není znám. AAAV se přenášejí vertikálně a jsou antigenně odlišné od ptačích adenovirů. Indukují tvorbu precipitačních protilátek a jako kontaminanta kmenů adenovirů mohou zkreslovat výsledky imunodifuzního testu.